# SD Eibar B
Az SD Eibar B, baszkul Eibar Kirol Elkartea B spanyolországi, baszkföldi labdarúgócsapatot 1994-ben alapították, az SD Eibar tartalékcsapata, 2011/12-ben a negyedosztályban szerepelt.

## Statisztika
| Szezon      | Osztály    | Poz. | Copa del Rey |
| ----------- | ---------- | ---- | ------------ |
| 1994-95-től | Regionális | —    |              |
| 1997-98-ig  | Regionális | —    |              |
| 1998/99     | 3ª         | 13.  |              |
| 1999/00     | 3ª         | 4.   |              |
| 2000/01     | 2ªB        | 14.  |              |
| 2001/02     | 2ªB        | 18.  |              |
| 2002/03     | 3ª         | 12.  |              |
| 2003/04     | 3ª         | 4.   |              |

| Szezon  | Osztály | Poz. | Copa del Rey |
| ------- | ------- | ---- | ------------ |
| 2004/05 | 3ª      | 16.  |              |
| 2005/06 | 3ª      | 9.   |              |
| 2006/07 | 3ª      | 9.   |              |
| 2007/08 | 3ª      | 8.   |              |
| 2008/09 | 3ª      | 15.  |              |
| 2009/10 | 3ª      | 14.  |              |
| 2010/11 | 3ª      | —    |              |